# Banjar Tegeha
Banjar Tegeha is een bestuurslaag in het regentschap Buleleng van de provincie Bali, Indonesië. Banjar Tegeha telt 2030 inwoners (volkstelling 2010).